# Eleição municipal de Vitória em 2008
A eleição municipal da cidade brasileira de Vitória em 2008 ocorreu em 5 de outubro de 2008 (primeiro turno).
O atual prefeito foi João Coser (PT) que foi reeleito no primeiro turno, derrotando o candidato Luciano Rezende (PPS).

## Candidatos
|  | Nº | Candidato(a) a prefeito | Candidato(a) a prefeito                                 | Candidato(a) a vice-prefeito | Candidato(a) a vice-prefeito                    | Coligação |
|  | -- | ----------------------- | ------------------------------------------------------- | ---------------------------- | ----------------------------------------------- | --- |
|  | 13 |                         | João Coser (PT) João Carlos Coser                       |                              | Tião Barbosa (PMDB) Sebastião Barbosa           | Frente Vitória Popular - Partido dos Trabalhadores (PT) - Partido do Movimento Democrático Brasileiro (PMDB) - Partido Comunista do Brasil (PCdoB) - Partido Democrático Trabalhista (PDT) - Partido Humanista da Solidariedade (PHS) - Partido da Mobilização Nacional (PMN) - Partido Socialista Brasileiro (PSB) - Partido Progressista (PP) - Partido Republicano Brasileiro (PRB) - Partido Social Democrata Cristão (PSDC) - Partido Trabalhista Brasileiro (PTB) - Partido Trabalhista Nacional (PTN) - Partido Verde (PV) - Partido Social Liberal (PSL) - Partido Republicano Progressista (PRP) - Partido Trabalhista do Brasil (PTdoB) |
|  | 23 |                         | Luciano Rezende (PPS) Luciano Santos Rezende            |                              | Eliseu Moreira (PSDB) Eliseu Moreira dos Santos | Todos por Vitória - Partido Popular Socialista (PPS) - Partido da Social Democracia Brasileira (PSDB) - Partido da República (PR) - Democratas (DEM) - Partido Trabalhista Cristão (PTC) - Partido Social Cristão (PSC) |
|  | 28 |                         | Bernardo Teteco (PRTB) Bernardo Teteco Almeida do Valle |                              | Cabral (PRTB) Marcos de Carvalho Monteiro       | Sem coligação - Partido Renovador Trabalhista Brasileiro (PRTB) |
|  | 29 |                         | José Avelar (PCO) José Avelar Viana Rocha               |                              | Cristine Braga (PCO) Cristine Silva Braga       | Sem coligação - Partido da Causa Operária (PCO) |
|  | 50 |                         | Carlão (PSOL) Carlos Pereira de Araújo                  |                              | Marcela Prest (PSOL) Marcela Prest              | Vitória Socialista - Partido Socialismo e Liberdade (PSOL) - Partido Comunista Brasileiro (PCB) |

## Resultado da eleição para prefeito
| João Coser (PT)         | Tião Barbosa (PMDB)     | 119.623 | 65,03%  |
| Luciano Rezende (PPS)   | Eliseu Moreira (PSDB)   | 58.445  | 31,77%  |
| Bernardo Teteco (PRTB)  | Cabral (PRTB)           | 3.595   | 1,95%   |
| Carlão (PSOL)           | Marcela Prest (PSOL)    | 2.021   | 1,10%   |
| José Avelar (PCO)       | Cristine Braga (PCO)    | 280     | 0,15%   |
| Total de votos válidos  | Total de votos válidos  | 183.964 | 100,00% |
| Votos apurados          |                         |         |         |
| Votos válidos           | Votos válidos           | 183.964 | 91,08%  |
| Votos em branco         | Votos em branco         | 6.803   | 3,37%   |
| Votos nulos             | Votos nulos             | 11.207  | 5,55%   |
| Total de votos apurados | Total de votos apurados | 201.974 | 100,00% |
| Eleitores               |                         |         |         |
| Comparecimento          | Comparecimento          | 201.974 | 82,85%  |
| Abstenções              | Abstenções              | 41.804  | 17,15%  |
| Total de eleitores      | Total de eleitores      | 243.778 | 100,00% |
| Total de seções: 583    |                         |         |         |